# Finaltopologie
Als Finaltopologie bezüglich einer Abbildungsfamilie bezeichnet man im mathematischen Teilgebiet der Topologie die feinste Topologie auf einer Menge {\displaystyle X}, die diese Familie von Abbildungen aus anderen topologischen Räumen nach {\displaystyle X} stetig macht. Die Finaltopologie entsteht also durch „Vorwärtsübertragung“ der auf den Urbildräumen vorhandenen topologischen Strukturen auf die Menge {\displaystyle X}. Dies ist die Anwendung eines allgemeineren Konzepts aus der Kategorientheorie auf topologische Räume, mit der wichtige „natürliche Räume“ wie Quotienten- und Summenräume in einen gemeinsamen Rahmen gestellt werden können. Je nach Kontext spricht man dann auch von Quotiententopologie bzw. Summentopologie.

## Definition
Gegeben ist eine Menge {\displaystyle X}, eine Familie von topologischen Räumen {\displaystyle (Y_{i},T_{i})} und eine Familie von Abbildungen {\displaystyle f_{i}\colon Y_{i}\to X}. Eine Topologie {\displaystyle S} auf {\displaystyle X} heißt Finaltopologie bezüglich der Familie {\displaystyle (Y_{i},T_{i},f_{i})} wenn sie eine der folgenden gleichwertigen Eigenschaften hat:
1. {\displaystyle S} ist die feinste Topologie auf {\displaystyle X}, bezüglich der alle Abbildungen {\displaystyle f_{i}} stetig sind.
2. Eine Teilmenge {\displaystyle O} von {\displaystyle X} ist offen (also in {\displaystyle S}) genau dann, wenn alle ihre Urbilder {\displaystyle f_{i}^{-1}(O)} in den jeweiligen Urbildräumen offen sind.
3. Eine Funktion {\displaystyle g} von {\displaystyle X} in einen topologischen Raum {\displaystyle Z} ist genau dann stetig, wenn  {\displaystyle g\circ f_{i}} stetig ist für jedes {\displaystyle f_{i}} der Familie.

## Bemerkungen
Die drei Formulierungen der Definition beleuchten unterschiedliche Aspekte der Finaltopologie:
1. Hier wird sie als Infimum gewisser Topologien im Verband aller Topologien auf {\displaystyle X} angesehen: Durch jede einzelne Abbildung {\displaystyle f_{i}} wird aus dem Urbildraum {\displaystyle Y_{i}} eine topologische Struktur {\displaystyle S_{i}} auf {\displaystyle X} übertragen und die Finaltopologie {\displaystyle S} ist der Durchschnitt all dieser Topologien. Mit dieser Definition lässt sich die Existenz der Finaltopologie beweisen.
2. Diese Definition ist konstruktiv. Mit ihr kann man für beliebige Teilmengen von {\displaystyle X} entscheiden, ob sie in der Finaltopologie offen sind. Hieraus ergibt sich leicht die Eindeutigkeit dieser Topologie.
3. Die abstrakte Charakterisierung rechtfertigt die Bezeichnung „Final“-Topologie und gestattet es, diese Strukturen im allgemeineren Rahmen der Kategorientheorie zu betrachten. Die Initialtopologie kann durch die hierzu duale Eigenschaft charakterisiert werden.

## Beispiele
- Die Quotiententopologie ist die Finaltopologie bezüglich der kanonischen Projektion auf den Quotientenraum.
- Der topologische Summenraum einer Familie {\displaystyle X_{i}} von topologischen Räumen ist die Finaltopologie auf der disjunkten Vereinigungsmenge der Familie bezüglich der kanonischen Inklusionsabbildungen. In diesem Fall nennt man die Finaltopologie auch die Summentopologie.
- Die Kombination der Summen- und Quotientenraumbildung, also das „Verkleben“ mehrerer topologischer Räume, kann mit der Finaltopologie in einem Schritt vorgenommen werden.